# Abbaye de Newminster
Pour les articles homonymes, voir Newminster.
L’abbaye de Newminster est une ancienne abbaye cistercienne située dans la ville de Mitford (dans le comté du Northumberland), au nord de l'Angleterre. Comme la plupart des abbayes britanniques, elle a été fermée par Henry VIII durant la campagne de dissolution des monastères.

## Histoire

### Fondation
En 1137 ou 1138, Ranulph (ou Ralph) de Merlay ou Merly) invite les moines de l'abbaye de Fountains à venir fonder une abbaye sur ses terres. La date retenue de fondation de l'abbaye est le 6 janvier de l'année suivante, et le premier abbé, particulièrement renommé se nomme Robert.

### Moyen Âge
Les débuts sont difficiles, car les Écossais effectuent de nombreuses incursions armées dans la région.
L'abbaye est très renommée pour sa piété, Robert insistant beaucoup sur la pauvreté, l'ascèse et le travail. Cette discipline est très populaire et les vocations sont nombreuses. Ainsi, Newminster a suffisamment de recrues pour fonder trois abbayes filles, Pipewell en 1143, puis Roche et Sawley en 1147. Deux hôpitaux sont confiés aux moines, à Mitford et Allerburn Lea (Alnwick).
Économiquement, à l'instar de beaucoup d'abbayes cisterciennes du nord de l'Angleterre, Newminster dépend fortement de l'élevage ovin et de la production de laine.

### Dissolution du monastère
En 1537, comme l'immense majorité des monastères britanniques, à la suite de la rupture entre Henry VIII et l'Église catholique, l'abbaye de Sawtry est fermée et détruite lors de la campagne de dissolution des monastères. La famille Grey acquiert les bâtiments du monastère, et s'en sert de carrière de pierres pour d'autres constructions.
En 1937, une cérémonie commémore les quatre cents ans de la fermeture de l'abbaye. Les quelques ruines sont aujourd'hui presque entièrement recouvertes par la végétation.

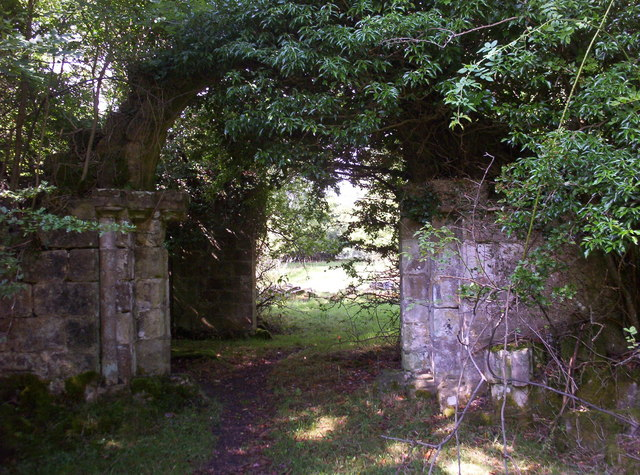
Les ruines actuelles de l'abbaye.

## L'abbaye
Le monastère fut bâti dans une vallée abritée des vents froids d'est et du nord, et orienté vers le sud. Il était situé à proximité de la rivière Wansbeck (en)
Le site de l'abbaye est fouillé entre 1961 et 1965. Ces fouilles révèlent la ressemblance (à la fois en ce qui concerne le plan que la décoration) entre Newminster et ses abbayes-filles, d'une part (ces dernières étant de taille plus réduite), et avec l'abbaye de Fountains d'autre part.